# Engelbert François van Berckel
Engelbert François van Berckel (ur. 8 października 1726 w Rotterdamie, zm. 30 marca 1796 w Amsterdamie) – holenderski polityk.
Urodzony w patrycjuszowskiej rodzinie. Pełnił m.in. funkcję pensjonariusza miasta Amsterdam.